# Creusia spinulosa
Creusia spinulosa is een zeepokkensoort uit de familie van de Pyrgomatidae. De wetenschappelijke naam van de soort is voor het eerst geldig gepubliceerd in 1818 door Leach.